# Gucin (Grójec)
Pour les articles homonymes, voir Gucin.
Gucin (prononciation : [ˈɡut͡ɕin]) est un village polonais de la gmina de Warka dans le powiat de Grójec de la voïvodie de Mazovie dans le centre-est de la Pologne.
Il se situe à environ 11 kilomètres à l'ouest de Warka (siège de la gmina), 17 kilomètres au sud-est de Grójec (siège du powiat) et à 51 kilomètres au sud de Varsovie (capitale de la Pologne).
Le village possède approximativement une population de 80 habitants.

## Histoire
De 1975 à 1998, le village appartenait administrativement à la voïvodie de Radom.